# Neopediobopsis
Neopediobopsis is een geslacht van vliesvleugeligen uit de familie van de Eulophidae. De wetenschappelijke naam van dit geslacht werd voor het eerst geldig gepubliceerd in 1994 door T. C. Narendran.

## Soorten
Het geslacht Neopediobopsis is monotypisch en omvat slechts de volgende soort:
- Neopediobopsis setosa Narendran, 1994